# Садки (Головинська сільська громада)
Садки́ — село в Головинській сільській громаді Рівненського району Рівненської області України. Населення становить 226 осіб.

## Географія
Село розташоване на правому березі річки Боркова.

## Історія
У 1906 році колонія Костопільської волості Рівненського повіту Волинської губернії. Відстань від повітового міста 37 верст, від волості 2. Дворів 22, мешканців 156.

### Місцезнаходження села
Село Садки належить до Головинської сільської ради, розташоване за 12 км від районного центру.

### Походження назви
До 1962 року село мало назву Кургани. В цей час село Кургани, як і інші села Костопільського району, було приєднано до Березнівського району. В цьому районі вже було село з такою назвою, тому виникли деякі незручності в документації та доставці кореспонденції. В зв'язку з цим село Кургани було терміново перейменовано на село Садки. Цю назву запозичили з хутора, який був неподалік від села і будинки в ньому потопали в зелені садків. Жителів хутора Садки в примусовому порядку змушували перебиратись до села. Була навіть державна допомога в будівельних матеріалах тим людям з хутора, які вирішили будуватись.

### Село під владою Польщі
Після закінчення громадянської війни західні області України підпали під владу панської Польщі. На хуторі було відкрито початкову школу, де навчалися на незрозумілій українському народові польській мові.  В селі крім українців жили поляки.
Восени 1939 року навіки стерто несправедливий кордон. В селі встановилась Радянська влада. В селі Іваничі  стала працювати сільська Рада, яка підпорядковувала село Садки. В школі розпочалось навчання українською мовою.

### Створення колгоспу
1940 рік був роком вступу бідняків і середняків до колгоспу.

### Розвиток села після другої Світової війни
14 січня 1944 року село було звільнено Радянською Армією від фашистської окупації, знову встановилась Радянська влада. За роки Радянської влади в селі побудовані дитячі ясла, медичний пункт, клуб, бібліотеку, сучасний магазин, село повністю електрифіковане. Відновлюється з руїн сільське господарство, в селі розбудовується ферма, будуються сучасні  телятники, корівники, конюшня, а також була побудована сушарка для льону. В 1955 році в селі Іваничі побудували нове приміщення школи, тому діти почали здобувати  освіту в селі Іваничі. Коли в 1987 році була збудована сучасна простора школа в селі Головин, діти села Садки  були переведені навчатись в село Головин.

### Садки— одне з неперспективних сіл району
В 1980—1990 рр. с. Садки  одне з неперспективних сіл Костопільського району. Держава не виділяє коштів на розвиток громади села. В цей період в селі закривається медпункт, заклади культури (клуб та бібліотека). На кінець 90-х років розформовується колгосп, стали пустками будівлі на фермі.

### Село сьогодні
В селі залишився лише продтоварний магазин, де знаходяться товари першої необхідності. На території села працює лише один приватний підприємець Грипіч Микола Савович, який виготовляє пам'ятники. На даний час село Садки невелике. В ньому нараховується 94 двори та 226 жителів. Найбільша центральна вулиця села названа ім. Т. Г. Шевченка, є ще вулиці: Польова, Кислого, Хутірська, провулок Молодіжний. Недалеко від села з двох боків є ліс. В межах села є такі корисні копалини, як крейда, глина, пісок. Ростуть лікарські рослини: чебрець, безсмертник, грицики, звіробій, мати- мачуха, польовий хвощ, подорожник, ромашка та ін. Типовими ремеслами для села є: ткацтво, вишивання, в'язання, лозоплетіння.